# Unione Sportiva Rovereto 1951-1952
Questa voce raccoglie le informazioni riguardanti l'Unione Sportiva Rovereto nelle competizioni ufficiali della stagione 1951-1952.

## Rosa
| N. |                   | Ruolo | Calciatore          |
| -- | ----------------- | ----- | ------------------- |
|    | Italia (bandiera) | D     | Valentino Benassuti |
|    | Italia (bandiera) | A     | G. Benedini         |
|    | Italia (bandiera) | D     | F. Bertagnini       |
|    | Italia (bandiera) | C     | W. Del Negro        |
|    | Italia (bandiera) | A     | G. Dante            |
|    | Italia (bandiera) | D     | B. Decaminafa       |
|    | Italia (bandiera) | D     | Valentino Foscarini |
|    | Italia (bandiera) | D     | A. Mariotto         |

| N. |                   | Ruolo | Calciatore           |
| -- | ----------------- | ----- | -------------------- |
|    | Italia (bandiera) | A     | Giovanni Massagrande |
|    | Italia (bandiera) | A     | T. Mutinelli         |
|    | Italia (bandiera) | C     | R. Pezzo             |
|    | Italia (bandiera) | A     | G. Sicheri           |
|    | Italia (bandiera) | D     | D. Tiella            |
|    | Italia (bandiera) | C     | E. Toldo             |
|    | Italia (bandiera) | P     | A. Zanardi           |